# Сан Фермо (Виченца)
Сан Фермо је насеље у Италији у округу Виченца, региону Венето.
Према процени из 2011. у насељу је живело 20 становника. Насеље се налази на надморској висини од 133 м.